# James Carroll Robinson
James Carroll Robinson, född 19 augusti 1823 i Edgar County i Illinois, död 3 november 1886 i Springfield i Illinois, var en amerikansk politiker (demokrat). Han var ledamot av USA:s representanthus 1859–1865 och 1871–1875.
Robinson är begravd på Oak Ridge Cemetery i Springfield i Illinois.